# Jo Berrevoets
Jo Berrevoets is een personage uit de VTM-televisieserie Familie, gespeeld door Jan Schepens.

## Overzicht
Jo Berrevoets werkt als burgerlijk ingenieur bij VDB Electronics en is er de rechterhand van directeur Vincent Missotten. Wanneer Vincent omwille van gezondheidsredenen een stapje opzij moet doen, neemt Jo het dagelijks bestuur over. Peter Van den Bossche is hier niet echt blij mee, want hij was graag in de sporen van zijn overleden vader Guido Van den Bossche getreden.
Na de dood van Vincent beginnen Jo en Els d'Hollander een relatie. Els wil het graag rustig aan doen, aangezien haar twee vorige echtgenoten overleden zijn en ze gelooft dat er een soort vloek op haar rust. Uiteindelijk treden ze dan toch in het huwelijk, maar het loopt bijna fout af wanneer ze tijdens hun huwelijksreis het slachtoffer worden van een vliegtuigkaping.
Op een dag worden Jo en Els het slachtoffer van een brutale homejacking. Alles gaat goed, totdat een van de overvallers Jo meeneemt naar de slaapkamer om de kluis leeg te maken. Jo weet hem te overmeesteren en trekt zijn kleren aan. Terug beneden probeert een vermomde Jo de andere inbreker te misleiden. Plots weet Els het pistool van de man te bemachtigen en lost ze een schot. Een van de mannen stuikt in elkaar, de andere neemt de benen. Wanneer Els de bivakmuts van de neergeschoten man afneemt, kan ze haar ogen niet geloven: het is Jo. Els barst in tranen uit. Ze heeft haar eigen man vermoord.